# Free Software Foundation Europe
La Free Software Foundation Europe o FSFE se fundó el 10 de marzo de 2001 como una organización hermana e independiente de la Free Software Foundation de los Estados Unidos de América. Trabaja en todos los aspectos relacionados con el software libre en Europa, especialmente el Proyecto GNU. La FSFE apoya activamente el desarrollo del software libre y el progreso de sistemas basados en GNU, como por ejemplo GNU/Linux. Es también un centro de información competente para políticos, abogados y periodistas, con el fin de garantizar el futuro legal, político y social del software libre.
La FSFE opina que el acceso y el control del software determina quién puede participar en una sociedad digital. Por lo tanto, las libertades de uso, copia, modificación y redistribución del software, tal como se describen en La Definición de Software Libre, son necesarias para una participación igualitaria en la Era de la Información.

## Objetivos
El enfoque del trabajo de la FSFE es político, legal y social, con le objetivo de promover el Software Libre y los valores éticos, filosóficos, sociales, políticos y comerciales que implementa. En particular,
- promueve activamente el Software Libre políticamente como centro de competencia basado en Europa, en diálogo con políticos y medios.
- hace seguimiento y persigue influir en actividades legales y políticas que son contrarias a los objetivos y valores del Software Libre.
- proporciona un punto de contacto y ayuda orientativa sobre todas las cuestiones relativas al Software Libre.
- trabaja estrechamente con abogados activos en el ámbito del Software Libre en Universidades y prácticas para seguir e influir el discurso legal. También coopera con abogados en toda Europa para aumentar la seguridad legal del Software Libre.
- apoya, coordina y desarrolla proyectos en el ámbito del Software libre, especialmente el Proyecto GNU. También proporciona recursos informáticos a desarrolladores de Software Libre para permitirles continuar con sus desarrollos.
- ayuda a empresas a desarrollar modelos de negocio basados en Software Libre, o a adaptar modelos existentes; anima a empresas en su evolución hacia el Software Libre. Para facilitar el éxito a las empresas basadas en Software Libre, la FSF Europa también persigue ampliar el mercado del Software Libre.
- ayudar a coordinar y conectar otras iniciativas en el ámbito del Software Libre.

## Estructura
De la "concepción de nosotros mismos" de FSFE:

     "Las personas de la Fundación del Software Libre de Europa (FSFE) nos vemos como europeos
      de diferentes culturas con el propósito común de la cooperación intercultural y del
      desarrollo de una cultura común de cooperación desde el nivel regional al global.

      Formamos una red y una organización no gubernamental sin ánimo de lucro que a su vez es
      parte de una red global de personas con propósitos y una visión comunes. No representamos
      a nadie excepto a nosotros mismos y a nuestro trabajo. Nuestro trabajo y dedicación a la
      libertad en todos los aspectos de la sociedad digital es lo que nos define."

Internamente, la FSFE tiene una estructura de equipo orientada al consenso, en la que la participación está determinada por el deseo de cada persona por participar y realizar trabajo. Un modelo democrático y representativo funciona como sustituto cuando no se alcanza el consenso o si se precisa una decisión rápida.

### Estructura Legal
La FSFE tiene una estructura modular con una organización central y la posibilidad de cuerpos legales locales, denominados "Capítulos". La entidad central es una asociación sin ánimo de lucro ("e.V.") que está registrada en Alemania por motivos circunstanciales.
Además de estar en contacto regular con las otras FSFs (FSF, FSFI, FSFLA), la FSFE tiene una estructura de organizaciones oficialmente asociadas. Se trata fundamentalmente de grupos nacionales de Software Libre.

### Personas
El presidente de FSFE es Karsten Gerloff y su Vicepresidenta es Fernanda G. Weiden. El presidente fundador es Georg C. F. Greve. FSFE se compone de varios equipos de países coordinados por el equipo central de FSFE. En España, el coordinador es Pablo Machón.

### Reconocimientos
En 2010 FSFE recibió la Medalla Theodor Heuss en reconocimiento a su labor por la libertad en la sociedad de la información. La medalla se entrega anualmente en Stuttgart por una organización que lleva el nombre del primer presidente de Alemania Occidental.